# Его-психологія
Е́го-психоло́гія — напрям психоаналізу. Відрізняється висуненням на перший план Его (в той час як Фрейд в основному досліджував Воно), а також увагою до адаптації особистості в навколишньому світі, питань свободи особистості, автономії особистості та особливостей особистісної роботи. Основні представники цього напряму: Анна Фрейд, Х. Гартман, Р. Спітц, Маргарет Малер, Е. Глоувер і Ерік Еріксон.
Основні ідеї его-психології розроблялися на підставі даних дитячого психоаналізу. Спочатку утворилися два напрями его-психології: А. Фрейд вивчала захисні механізми Я (Его), а Е. Гартман робив наголос на вторинні аспекти Я — раціональне мислення, раціональну дію тощо. Однак, загальним було уявлення про Я, як про головну формувальну силу особистості, що не залежить від Воно (як вважав Фрейд), відповідального за ідентичність особистості. Багато нового ввів у Его-психологію учень А. Фрейд — Ерік Еріксон, що плідно вивчав питання розвитку особистості, виділивши вікові стадії розвитку особистості, які перемежовуються кризами.
Его-психологія була об'єктом критики  Жака Лакана.